# سنتر پوینت
سنتر پوینت (به انگلیسی: Centre Point) نام ساختمانی بلند و اداری است که در انتهای خیابان آکسفورد در مرکز لندن، انگلستان قرار دارد. این ساختمان در دههٔ ۶۰ میلادی ساخته شد اما به مدت چند سال خالی ماند تا اینکه در دههٔ ۷۰ میلادی، گروهی از مردم آن را به اشغال خود درآورده تا اعتراض خود را نسبت به خالی ماندن چنین ساختمان بزرگی در زمانی‌که بسیاری از مردم لندن جایی را برای زندگی کردن نداشتند ابراز نمایند. سنتر پوینت امروزه در فهرست بناهای مهم و حفاظت‌شدهٔ انگلستان قرار دارد.